# John Burke (författare)
John Burke, egentligen Jonathan Frederick Burke, född 18 mars 1922, död 20 september 2011, var en brittisk författare som förutom under egna namnen J F Burke eller Jonathan Burke skrev under pseudonymerna Harriet Esmond, Jonathan George, Robert Miall och Martin Sands. Förlagspseudonymen Russ Ames delade han med James McCormick, O. M. Bradley och Arthur Nickson.
Burke föddes i Sussex och växte upp i Liverpool. Under andra världskriget tjänstgjorde han hos flygvapnet RAF och ingenjörstrupperna REME och hade kopplingar till marinen när britterna invaderade europeiska fastlandet.
Burke startade en av de första science fiction-tidningarena i England, The Satellite och publicerade flera noveller innan hans första roman, Swift summer vann en Atlantic Reward i litteratur från Rockefeller-stiftelsen.
I svensk översättning publicerade Pingvinförlaget flera av hans westernromaner.

### Som Russ Ames
- Ambush at Lava Rock 1953
- The Chisholm trail 1953 (Tjuvar i spåret 1965, Bravo 39)
- Handsome hellion 1953
- Justice at Gyp Hills 1953 (Arkansas Tom 1958, Pingvinböckerna 220)
- Kid fury 1953 (Billy Kid - Västerns skräck 1958, Pingvinböckerna 223)
- Kill or be killed 1953
- The caballero 1954 (Under falsk flagg 1959, Pingvinböckerna 227)
- Colt cavalier 1954 (Rovriddaren 1965, Pingvinböckerna 408)
- Drowned by fire 1954
- Gentle city 1955 (Det stora ranchkriget 1964, Pingvinböckerna 372)